# 6128 Lasorda
A 6128 Lasorda (ideiglenes jelöléssel 1989 LA) a Naprendszer kisbolygóövében található aszteroida. Eleanor F. Helin fedezte fel 1989. június 3-án.